# 프라치 데사이
프라치 데사이(힌디어: प्राची देसाई, 영어: Prachi Desai, 1988년 9월 12일 ~ )는 인도의 배우이다.

## 출연 작품
- 아즈하르 (2016)
- 더 빌런 (2014)
- 폴리스가이 (2013)
- 아이, 미 아우어 메인 (2013)
- 원스 어폰 어 타임 인 뭄바이 (2010)